# سرکله
سرکله، روستایی از توابع بخش رانکوه شهرستان املش در استان گیلان ایران است، اغلب شغل مردم کشاورزی دام پروی، محصولاتی هم چون برنج مرغوب هاشمی،کیوی،مرکبات،سبزی جات، پرورش ماهی های گرم آبی، و عده از مردم سرکله سیاست مدار و جزو مدیران ارشد کشوری و لشکری هستند

## جمعیت
این روستا در دهستان شبخوس‌لات قرار دارد و براساس سرشماری مرکز آمار ایران در سال ۱۳۸۵، جمعیت آن ۲۴۸ نفر (۶۳خانوار) بوده‌است.